# 小行星2900
小行星2900（2900 Lubos Perek）是一颗围绕太阳公转的小行星。1972年1月14日，盧波什·科胡特克在汉堡发现了此天体。
該小行星以捷克天文學家盧波什·佩雷克命名。
这颗小行星的绝对星等为289.2188502483551等。